# حسین ضیایی
حسین ضیایی تربتی (زادهٔ ۱۵ تیر ۱۳۲۳ – درگذشتهٔ ۲ شهریور ۱۳۹۰) استاد مطالعات ایرانی و اسلامی و مدیر بخش مطالعات ایرانی در دانشگاه کالیفرنیا، لس‌آنجلس بود.
او از سال ۱۹۸۸ در این دانشگاه تدریس می‌کرد.

## تحصیلات
دکتر حسین ضیایی کارشناسی خود را در رشتهٔ ریاضیات و فیزیک از دانشگاه ییل در سال ۱۹۶۷ دریافت کرد و سپس در رشتهٔ فلسفه در دانشگاه هاروارد ادامه تحصیل داد و در سال ۱۹۷۶ به درجهٔ دکترای  فلسفهٔ اسلامی دست یافت.

## فعالیت‌های علمی
دکتر ضیایی پس از پایان تحصیل به ایران بازگشت و در دانشگاه‌های تهران و شریف (آریامهر سابق) به تدریس پرداخت. او پس از بازگشتِ دوباره به آمریکا، به آموزش و پژوهش در دانشگاه‌های هاروارد، براون و کالج اوبرلین پرداخت و سپس با سِمَت استادی به دانشگاه کالیفرنیا رفت.
دکتر ضیایی از سال ۲۰۰۰ میلادی عضو هیئت ویراستاران مجلهٔ معتبر ترانسندنت فیلوسوفی نیز بود، و در سال ۲۰۱۰ هم به عنوان رئیس انجمن بین‌المللی تاریخ‌شناسان علوم انتخاب شد. از ایشان چندین کتاب در زمینه‌های ریاضی و فلسفه و حدود ۵۴ مقاله که در نشریات معتبر دانشگاهی به چاپ رسیده، باقی‌مانده است. بخشی از آثار او به شرح زیر است:
- فلسفهٔ ریاضیات (به فارسی)
- رسالهٔ انواریه
- علم و اشراق
- پرتونامهٔ سهروردی
- شرح کلمة الاشراق سهروردی
- سهروردی و حکمة الاشراق
- فلسفهٔ اشراق
- طبیعت اشراقیه (رساله ابن کمونه)
- معرفت و اشراق در فلسفهٔ سهروردی ترجمهٔ سیما نوربخش
- ترجمهٔ انگلیسی حکمة الإشراق

دکتر ضیایی علاوه بر طرح موضوع فلسفهٔ اسلامی و به ویژه اشراق در مجامع علمی غرب، بخش‌هایی از آثار شاعران بزرگ ایران مانند جلال‌الدین رومی، سعدی، حافظ، نظامی و دیگران را به انگلیسی برگردانده و جنبه‌های گوناگون این آثار را به دانشجویان معرفی کرده است.

## فلسفهٔ اشراق
شاید بتوان گفت دکتر ضیایی نخستین کسی است که به‌طور گسترده به معرفی و شرح  فلسفهٔ اشراق به انگلیسی‌زبانان پرداخته است. شماری از آثار او به زبان فارسی برگردانده شده است. از آن جمله می‌توان به کتاب «اشراق و معرفت در اندیشهٔ سهروردی» اشاره کرد. این کتاب از جمله چهار رساله شیخ اشراق (تلویحات، مقاومات، مشارح و حکمةالاشراق) را مورد بررسی قرار داده و علاوه بر روش‌شناسی سهروردی، به این موضوع نیز رسیدگی کرده که هر کدام از این رساله‌ها در چه مقطع زمانی از زندگی سهروردی نوشته شده‌اند.

## پیوند فلسفه و ریاضیات
دکتر ضیایی در گفتگویی که دربارهٔ پیوند ریاضیات و فلسفه با خبرگزاری مهر داشت، گفت:
«ریاضیات همواره در اندیشیدن و ساختمان‌پذیری گزاره‌های فلسفی راه دارد …. اگر به تاریخ نظر کنیم خواهیم دید اغلب ریاضیدانان صاحب مکتب برای بیان کلیات نظام‌های خود به بیان فلسفی روی آورده‌اند… در قرن بیستم بسیاری از فیلسوفان ریاضیدان نیز بوده‌اند مانند برتراند راسل و بسیاری از ریاضیدانان نیز مانند ای، آی، جی بروئر فیلسوف بوده‌اند. در واقع خلاقیت فکری در ریاضیات و فلسفه در نهایت یکی است.»

## باورهای سیاسی
اگر چه دکتر ضیایی از سیاست به دور بود، اما پس از رخدادهای پس از انتخابات جنجالی ریاست جمهوری ایران در سال ۱۳۸۸، طی نامهٔ سرگشاده‌ای به فرهیختگان ایرانی، از خشونت دولتی و عاملان آن در ایران به شدت انتقاد کرد. او دربارهٔ انگیزهٔ خود از نگاشتن این نامه گفت:
«از تابستان امسال تا کنون در ایران چند اتفاق رخ داده که مرا به نوشتن این نامه واداشت. اولین نکته قابل اشاره در این موضوع، خشونتی است که دولت و عاملان آن، مانند بسیج، نیروی انتظامی، زندانبانان و غیره، نسبت به عده قابل توجهی از هموطنان ما روا داشتند. فراموش نکنیم که مردم برای بیان خواسته قانونی شان به خیابان‌ها آمدند و این امری است که قانون اساسی ما صریحاً از آن جانب داری کرده است. اما عوامل دولت در برابر این احقاق حق، آنها را زدند و کشتند و چه بسا مورد تجاوز قرار دادند که هر انسانی را عمیقاً آزرده می‌کند. من بر این باورم که همگان در برابر این وقایع باید احساس مسئولیت کنند. اما در این میان مسئولیت کسانی که با اندیشه و تاریخ فلسفه و سیر آرای فلسفی در ایران و اسلام سر و کار دارند، چند برابر است و نباید در برابر چنین رخدادهایی ساکت بنشینند.»

دکتر ضیایی مخاطب خود را در این نامه فرهیختگان و کسانی معرفی کرد که با آنان سنخیت فکری دارد.
«بنده زیر بار این مسئولیت هولناک در این اندیشه که چه برهم میهنان می‌رود، بالأخره جان به جان آفرین خواهم سپرد، مگر انسانهای صادق و صاحب شناخت، مانند شما، در جهت یاری به هم وطنان دردمندمان جدا بکوشند.»
 دکتر ضیایی حفظ «راستی» را موضوع اصلی کسانی دانسته بود که با اندیشه و اندیشیدن سر و کار دارند. حسین ضیایی همچنین در یک سخنرانی عمومی در گسترهٔ تخصص خود، نضج گرفتن دروغ، بداخلاقی و خرافه در جمهوری اسلامی ایران را نکوهش کرد و گفت:
«بدعت سی ساله نشان داده که نتیجه‌اش آدمکشی است. نتیجه‌اش حق انسان‌ها را پایمال کردن است.»
دکتر ضیایی مقاله‌ای نوشت با عنوان «دروغ و خرافه، دو مشکل جمهوری اسلامی». او بر این باور بود که در جامعهٔ ایران ترویج خرافات و دروغگویی دو مورد از مشکلات بزرگ فرهنگ و فرهنگ سیاسی ایران است که تا هنگامی که این دو مشکل حل نشوند، ما نمی‌توانیم به سوی دموکراسی پیشرفت قابل ملاحظه‌ای داشته باشیم.